# Petit Palais (Párizs)
A Petit Palais annak a monumentális építészeti együttesnek a része, amelyet az 1900-as párizsi világkiállítás alkalmából hoztak létre, és amely hosszú évtizedekre megteremtette az alapokat ahhoz, hogy Párizs vezető szerepre tegyen szert a világ művészeti életében. A nagyszabású várostervezési projekt során átfogó koncepciót dolgoztak ki, hogy – a világkiállítás megrendezéséhez szükséges kiállítóhelyek építésén túl – egy új sugárút megnyitásával és új híd építésével impozáns távlat is kialakuljon az Invalidusok kupolája irányába. A Belle Epoque így létrejött építészeti együttesének része az Alexander híd, és a kiállítások célját szolgáló két épület, a Grand Palais és a nála kisebb Petit Palais. A világkiállítás megrendezéséhez felépített több tízezer négyzetméter kiállítótér későbbi célja eredetileg művészeti kiállítások megrendezése volt. Ehhez a megfelelő intézményi rendszer is létrejött. Míg a Grand Palais egyéb rendezvényeknek is helyet adott felépítése óta, addig a Petit Palais valóban a művészetnek szentelt épület maradt.
1902. december 11-én Palais des Beaux-Arts de la Ville de Paris néven avatták fel azt a szépművészeti múzeumot, amelynek ma is helyet ad az épület. A múzeum bemutatja a Párizs városa által 1870 óta megrendelt, vagy közvetlenül a művészektől, illetve szalonokban vásárolt festmények és szobrok gyűjteményét. A 19. század végi és a 20. század eleji francia művészetnek ez az együttese alkotja a mai gyűjtemény egyik fő pólusát. A második pólust az Auguste és Eugène Dutuit testvérek által 1902-ben hagyományozott premodern művészeti gyűjtemény alkotja. A gyűjtemény a későbbiekben is számos további adománnyal gyarapodott, és az ókortól a 20. század elejéig széles művészeti panorámát mutat be. A Petit Palais időszakos kiállításoknak is helyet ad. A belső kert a nyugalom oázisaként fogadja a látogatókat.

A Grand Palais és a Petit Palais könnyen elérhető a párizsi metróval. Az 1-es és 13-as vonalak Champs-Elysées-Clémenceau nevű megállójától rövid sétával megközelíthető a Winston-Churchill sugárúton egymással szembe néző fő homlokzata a két palotának. A környék számos további látványosságai a Concorde tér, az Madeleine-templom és az Arc de Triomphe.

## Történelmi előzmények
| Madártávlat |

1851-ben Nagy-Britannia megrendezte az első világkiállítást. A londoni kiállítás helyszíne, a Joseph Paxton által tervezett Kristály Palota innovatív, modulrendszerű öntöttvas és üveg konstrukció volt. Paxton, aki eredetileg kertész volt, és üvegházak építésével is foglalkozott, a világ legnagyobb üveggel fedett épületét valósította meg a világkiállítás alkalmából. Franciaország kormánya úgy döntött, hogy versenybe száll.
1855-ben Párizsban került sor az első francia földön rendezett világkiállításra . Erre az alkalomra épült az Ipari Palota (Palais de l'Industrie), amely mind méretében, mint innovatív megoldásaiban vetekedett Paxton építményével. A Champs-Élysées sugárút, a Szajna folyó és az Allé d'Antin (mai neve Avenue Franklin Delano Roosevelt) által határolt háromszögben, a Grand Palais és a Petit Palais jelenlegi helyén volt. Homlokzata a Champs-Elysées sugárút vonalát követte. Mivel a Szajna és a Champs-Elysées nem párhuzamos, az épület Szajna felőli homlokzata nem tudott jól érvényesülni.
Az 1855-ben rendezett világkiállítást 1867-ben, 1878-ban és 1889-ben újabbak követték, de már az 1855-ös kiállítás sikere azt igazolta, hogy a Palais de l'Industrie a célokhoz mérten túl kicsi. A következő kiállítások színhelye így 1889-ig az Eiffel-toronynál a Champ-de-Mars volt, de érett a gondolata egy új alkalmas színhely megteremtésének.
1892. július 13-án Marie François Sadi Carnot, Franciaország köztársasági elnöke rendeletet hirdetett ki az 1900-as világkiállítás szervezésének elindításáról. 1894 augusztusában ötletpályázatot szerveztek a következő kiállítás új helyszínének meghatározására és általános tervének kidolgozására. Eugène Hénard nyerte meg a három díj közül az elsőt. A másik két díjat Charles Girault és Edmond Paulin építészeknek osztották ki. Hénard 1888 óta volt Párizs városának építészmérnöke. Felvetette az Ipari Palota lebontásának gondolatát, és két épülettel való helyettesítését. Ezzel lehetőség nyílt a Champs-Elysées sugárútról indulva, az esplanade des Invalides irányába egy új sugárút létrehozására, és Hénard javasolta a Szajna folyó bal és jobb partjának híddal való összekötését. Végül ez az elképzelés valósult meg.
1896. április 22-én rendelettel döntöttek építészek közötti ötletverseny megszervezéséről a konkrét tervek kidolgozására. A beérkezett pályaművekről a hatóságok, a sajtó képviselői, valamint a nagyközönség körében nagy vita alakult ki, és nem sikerült egyértelmű döntést hozni, így a megbízást Henri-Adolphe-Auguste Deglane (1851-1932), Albert Louvet (1860-1936), Albert-Félix-Théophile Thomas (1847-1907) és Charles Girault építészek együttesen kapták, hogy terveik szintézisét valósítsák meg. Mind a négyen külön, jól körülírt feladatkört láttak el. Girault kapta a Grand Palais főépítészi koordinálásának megbízatását, míg a másik három építész közt az épület középső részének, és két szárnyának megtervezését osztották el. Girault feladata volt ezen túlmenően a Petit Palais tervezése és az építkezés vezetése is.

## Az épület
A Petit Palais a Belle Epoque historizmus kiemelkedő példája. Charles Girault-t a barokk és a rokokó korszak stíluselemei inspirálták. Az építész a hagyományos és a modern építészet sikeres ötvözetét valósította meg. A látogatói útvonalak természetes vonalvezetése és a Champs-Elysées-kertekre és belső udvarra nyíló, sok fényt adó ajtó- és ablak nyílások egyértelműen a modernizmus irányába mutatnak. Az évtizedek során, a kiállítások igényeinek megfelelően, több nyílászárót befalaztak, és az épület veszített eredeti nyitottságából, és a természetes fényből, ami megvilágította a belső tereket. A 2000-2005 között elvégzett felújítási munkálatok során ezeket a későbbi beépítéseket eltávolították, és az eredeti állapotot állították helyre.
Az épület alaprajza szokatlan, trapéz alakú. Négy szárnya egy félköríves kertet ölel körül, amelyet egy gazdagon díszített perisztilium határol. Charles Girault egy palota pompáját és méltóságát kívánta kölcsönözni az épületnek, és olyan munkaprogramot hozott dolgozott ki, amely célja Párizs város dicsőségének hirdetése és a művészet diadalának ünneplése volt. A díszítendő tereket és felületeket gondosan e célt szem előtt tartva választotta ki. Elsősorban azok a helyszínek gazdagon díszítettek, amelyek a látogatók mozgásának fő csomópontjai, mint a homlokzat, a bejárati előtér, a két oldalon nyíló galériák, a kerti perisztilium és a Champs-Elysées kertek felőli kupolák alatti tér a reprezentatív lépcsővel.
Az épület díszítése nem volt teljesen készen a világkiállításra. A falfestményekkel és szobrokkal egészen 1925-ig gazdagodott az épület.

### Homlokzat
A Petit Palais főhomlokzata a Winston Churchill sugárúton szembe néz a Grand Palais homlokzatával, és stílusában azzal harmonizál.
| Petit Palais homlokzati szobrok |

 A Belle Époque két évszázad közötti átmenet korszaka volt a 19. század végén és a 20. század elején. Ez az idealizálva visszatekintő utólagos elnevezés egy gondtalan korszakra utal, amelyre az expanzió, a haladásba vetett hit volt jellemző, de átitatja egy megálmodott korszak szépsége utáni nosztalgia is. A porosz-francia háborút követően Európában négy évtizedig tartó hosszú békeidőszak következett. Ebben az időszakban és az első világháború előestéjén Franciaország történelmének legnagyobb kulturális és technikai pezsgését élte át. A Belle Époque főként az európai fővárosok sugárútjain, a kávéházakban és kabarékban, a műhelyekben és művészeti galériákban, a koncerttermekben és a szalonokban volt érezhető, amelyeket a gazdasági fejlődésből profitáló nagypolgárság látogatott.
Az építészetben egymás mellett volt tapasztalható a múltba visszatekintő szemlélet, a historizmusnak nevezett stílusirányzat, valamint az adott kor új áramlatainak felkarolása, a gazdag növényi ornamentikájú szecesszió, illetve a geometrikus mintákkal díszített art deco elterjedése. Már a jövőbe mutató és modern funkcionális meggondolások is felfedezhetőek. Ezeket a jegyeket hordozza a Petit Palais épülete is.
Már a homlokzaton is találkozik az építészeti múlt, jelen és jövő. Összhatásában a barokk palotákat idézi szigorúan szimmetrikus, sarokrizalitokkal határolt homlokzatával, a reprezentatív kapuval, valamint a Párizs városának és a művészeteknek a dicsőségét hirdető díszítő elemekkel. A monumentális bejárat két oldalán látható jón oszlopokkal határolt perisztilium a görög templomokat idézi jelezve, hogy a látogató a kapun a művészet templomába lép be. Az oszlopok mögötti fal azonban a görög templomoktól eltérően, a funkciónak és a természetes fény igényének megfelelően, hatalmas üvegablakokkal áttört. A fal felső sávját a magasban Jean-Baptiste Hugues 140cmx280cm nagyságú domborművei díszítik, melyek a Famegmunkálás, Irodalom, Építészet, Tudomány, Vasművesség, Borászat, Kerámia, Virágkertészet és Szobrászat allegóriái.
A bejárati kapuhoz vezető lépcső két oldalán allegórikus szoborcsoportok láthatóak. A jobb oldalon Désiré-Maurice Ferrary (1852 – 1904) női és gyermek figurái a Szajnát és mellékfolyóit jelképezik. A lépcső bal oldalán Louis Convers (1860 – 1915) Négy évszak című szobra látható. Az oszlopokkal övezett, boltíves, szecessziós növényi ornamentikával díszített, templomok bélletes kapuját idéző bejárat még egyszer arra ösztönözi a látogatót, hogy a művészet templomába áhítattal lépjen. Az üvegezett ajtónyílás miatt úgy tűnik, hogy nyitott kapu várja az érkezőt. Az ajtónyílás üvegén át fény árad az előcsarnokba. A lendületes növényi ornamentikával díszített, aranyozott kovácsoltvas kapu terveit Charles Girault készítette. A felső íve csúcsán Párizs címere és jelmondata látható. A címer korona alatt hajózó vitorlás fregattot ábrázol. Efölött olvasható a fluctuat nec mergitur latin nyelvű felirat. Arra utal a jelmondat, hogy Párizs hajója bár imbolyog a hullámokon, de nem süllyed el. Ezt a motívumot ismétli a kapu feletti dombormű, melyen a Párizst megszemélyesítő, és hajót kezében tartó női alakot a művészetek múzsái veszik körbe. A dombormű Jean Antoine Injalbert (1845-1933) alkotása.
A kupola magasságában két oldalt René de Saint-Marceaux (1845-1915) szobrai díszítik a homlokzatot. Bal oldalon a Festészet Géniusza, jobb oldalon pedig a Szobrászat Géniusza látható. A kupola lanternáját kariatidák veszik körbe, felettük váza díszekkel.

### Bejárati rotunda
A bejárati hall közepén Antonin Mercié 3,1 m magas Gloria Victis című bronz szobra áll egy oszlop talapzaton. A latin gloria victis kifejezés, magyar jelentése dicsőség a legyőzötteknek. Szárnyas, páncélmellényt viselő női figura – a Győzelem allegóriája – elesett katonát vállán hordva épp elrugaszkodni készül, hogy a mennybe szálljon vele. A szobor 1872-ben készült, amikor a francia katonák vereséget szenvedtek a porosz hadseregtől. A szobor a legyőzött, de hősies Franciaországot jelképezi.
A mennyezet stukkóval gazdagon díszített. A középső medalionban Párizs címere látható. A gipszstukkó dekoráció Albert Besnard négy alkotását foglalja magába, melyek 1903 és 1910 között készültek. Az panelekre többféle névvel szoktak hivatkozni. Az egyik panelen templom látható Sárkányölő Szent Györggyel. Ez a Misztika, avagy a Keresztény művészet allegóriája. A következő panel a Plasztika, avagy az Antik művészet allegóriája. A további két panel a Gondolat és az Anyag megszemélyesítése.
A bejárati rotunda a Petit Palais egyetlen ólomüveg ablakokkal megvilágított tere. A kupola alsó pereménél négy kerek ólomüveg ablakon át szűrődik be a fény, amelyeket a Champigneulle műhely fehér opálüvegből készített. A Champigneulle család több generációja foglalkozott ólomüveg és festett üvegablakok készítésével. A Champigneulle ólomüveggyárat Charles Champigneulle (1820-1882) alapította Metzben 1868-ban. Charles Champigneulle megvásárolta a nagy múltú Maréchal ólomüveggyárat, és fióktelepeket alapított Brüsszelben (1874) és Londonban (1881). A legidősebb fiú, Charles Champigneulle (1853-1905) 1881-ben átvette a párizsi Coffetier céget, ő készítette a Petit Palais ólomüveg ablakait. A legfiatalabb fiú, Emmanuel Champigneulle (1860-1942) saját üvegfestő vállalkozásba kezdett Bar-le-Ducban.
A bejárati hall mozaikpadlójába nyolc kerek üvegpadlóval fedett nyilás van illetszve, melyek a hall alatti helységet világítják meg fentről.

### Reprezentatív terek
Az épület terei reprezentatív és funkcionális egységekre oszthatók.
Az épületbelső legimpozánsabb részei a bejárati hall, az onnan északi és déli irányba nyíló tizenöt méter hosszú, úgynevezett galériák, valamint az ezeken a kiállítótérnek alkalmas széles, dongaboltozatos folyosókon át megközelíthető belső tere a sarokrizalitoknak. Ezeknek a tereknek a dús díszítése – mely mozaik padlót, olajfestményeket, gipsz stukkót és szobrokat magába foglal – több, mint húsz évig készült.
Szembeötlő a díszes mozaik padló, mely Giandomenico Facchina műhelyének munkája. Giandomenico Facchina 1826-ban született Sequalsban, a mai Pordenone tartományban, Friuli-Venezia Giulia régióban, amely akkoriban a Lombard–Velencei Királyság része volt. Triesztben és Velencében tanult. Először ókori mozaikok restaurálásával foglalkozott, többek között a velencei Szent Márk-bazilikában. Az 1850-es években Franciaországba utazott, először Montpellier-be, ahol régi padlók restaurálására hívták.
A régi mesterek által ismert, de akkoriban ritkán alkalmazott technikával dolgozott. A mozaiklapokat a műhelyben előre összerakták és rugalmas kartonra ragasztották, ezzel csökkentve a munkaidőt a helyszínen. Ez lehetővé tette a gyártási költségek jelentős csökkentését. Ennek köszönhetően Facchina rövid idő alatt számos megrendeléshez jutott Párizsban. Többek között a Charles Garnier által épített új operaházat is díszítette.
A reprezentatív épületek legkiemeltebb része a fogadótér, hogy az első impresszió minél lenyűgözőbb legyen. Így a bejárati hallban a legdúsabb a mozaik padló mintázata. Itt a geometrikus mozaik mintát virágmotívumok is ékesítik, míg a többi belső tér mintázata tisztán geometrikus. A kerti perisztilium mozaik padlójának mintázata is hasonlóan geometrikus.

#### Mennyezeti festmények
Mennyezeti festmények ékesítik a két oldali galériák dongaboltozatát, valamint az északi, déli és délkeleti pavilonok kupoláit.
| Mellszobrok a dongaboltozatnál |

A déli galéria mennyezetének díszítésére Alfred Philippe Roll (1846-1919) francia festőművész és szobrász kapott megbízást. A modern Párizs illusztrálása volt a feladata. A dongaboltozat centrális alkotása a Harmadik Francia Köztársaság apoteózisa. A Köztársaság allegorikus figurája a felvilágosodás szellemének fényétől megvilágított égbolton, sugarakkal övezve lebeg Párizs városa felett és emelkedik az istenek közé. Lepillantva szemléli a város gyárait, látszik az Arc de Triomphe és a Notre-Dame-székesegyház. A középső motívumot allegorikus figurák veszik körül. A centrális mű két oldalán valamivel kisebb festmények láthatók.
Egyik a Költészet és Dráma dicsőítése. A kép középpontjában a múzsa homlokon csókolja a költőt. Előttük a Fantáziát megtestesítő csintalan ifjú incselkedik a Sorssal. A kép baloldalán a Szépség királyi köntösben jelenik meg, míg a jobb oldalon a Férfias erő nem engedi, hogy a Női gyengédség visszahúzza szárnyalásában. A másik oldalon Hector Berlioz dicsőségének, a Fantasztikus Zene szépségének szentelt alkotás látható. A festmény hátterét egy zenekar foglalja el, mely a bal oldalon látható hárfás alakjáig fokozatosan emelkedik ki az előtérbe. Angyal nyújt le virágcsokrot a hárfás felé. A festmény központi alakja Berlioz, aki a karmesteri pulpitusnál, a zenekar előtt a nézőnek háttal áll. A festmény bal oldalán két lovas látható, Mefisztó Faustot vonszolja a mélységbe. Az előtérben látható akt Alfred Philippe Roll egyik legszebb női figurája. Ebben a teremben a gipsz stukkóval keretezett oldalpanelek üresen maradtak. A dongaboltozat lábazatánál tizenhat gipsz mellszobor van a falba illesztve, amelyek híres művészeket ábrázolnak, köztük Eugène Delacroix-t, Pierre Lescot-t és François Mansart-t is.
Az északi galéria dongaboltozatának festményeit Fernand Cormon alkotta 1906 és 1911 között. A dongaboltozat felső, mennyezeti sávjában a déli galériához hasonlóan három festmény látható, melyek közül a középső a legnagyobb. Ez a három mennyezeti kép a dongaboltozat tíz oldalpaneljében elhelyezett festményekkel együtt alkot egy műciklust, mely Franciaország történelmének kiemelkedő eseményeit meséli el. Az oldalpaneleket díszes stukkó keretezi.
A központi műalkotás témája a Francia forradalom. A kormányát fenyegető súlyos pénzügyi válság megoldása érdekében XVI. Lajos 1789 tavaszán összehívta a három rend – a papság, a nemesség és a harmadik rend – gyűlését. A harmadik rend képviselői reformokat reméltek. Mikor reményeikben csalódtak, megtagadták, hogy alávessék magukat a királyi hatalomnak. Szövetkeztek a klérus és a nemesség néhány képviselőjével, és 1789. június 17-én ünnepélyesen megalakították a Nemzetgyűlést. A király úgy próbált szembeszállni ezzel a gyűléssel, hogy bezáratta a versailles-i Hôtel des Menus-Plaisirs-t, ahol a gyűlés általában ülésezett. Így a forradalom hajnalán a francia demokrácia alapító aktusára a monarchia székhelyétől néhány lépésre került sor. 1789. június 20-án a versailles-i kastélyhoz közeli Salle du Jeu de Paume-ban – egy korabeli labdajáték termében – a képviselők megesküdtek, hogy addig nem válnak el, amíg meg nem alkotják Franciaország új alkotmányát. A festmény centrumában ez az eskütétel és a Nemzetgyűlés látható. A környező táj felett szálló csatafüstben forradalmi jelenet vehető ki. Az előtérben az ostromló tömeg látható.
A Régmúlt történelem (L'Histoire ancienne) című kép hátterében Franciaország korai történetének jeleneti láthatóak. Az előtérben a társadalom alapjait jelentő három társadalmi réteg képviselőit – a parasztságot, az értelmiséget és a munkásságot – jelképező figurák jelennek meg.

| Dutuit kupola |

A baloldali mennyezetkép a modern idők dicsőségét hirdeti, és e korszak kiemelkedő művészeinek, íróinak és tudósainak állít emléket. Az ennek megfelelő három arckép csoportot összefogó központi motívuma a képnek a Párizsban rendezett nagyszabású Világkiállításokat ábrázolja. Fernand Cormon a kép bal alsó mezejében a francia művészettörténet nagyjait örökítette meg: François Rude, Jacques-Louis David, Théodore Géricault, Jean Auguste Dominique Ingres, Eugène Delacroix, Jean-Baptiste Camille Corot és Hector Berlioz arcmásai láthatók. Felettük az Értelem allegorikus női alakja emelkedik a magasba, hogy megragadja az Igazság tükrét. A tükör alatt írók csoportja látszik a felegek magasságában. Victor Hugo, Alphonse de Lamartine, Honoré de Balzac, Alfred de Musset arcvonásai ismerhetők fel. A kép jobb alsó mezejében azoknak a tudósoknak az arcképe látható, akiknek a modern kor nagy felfedezéseit köszönheti a francia nép és az egész világ. Felettük a modern világ vívmányaira utaló részleteket lehet felfedezni. A tudósok közt megjelenik Louis Pasteur, a mikrobiológia, az immunológia és a járványtan megalapítója; Georges Cuvier, zoológus, geológus, az összehasonlító anatómia megalapítója; Marcellin Berthelot, kémikus és tudománytörténész, alkoholok és karbonsavak kutatója; Émile Littré, filológus, filozófus, az orvostudományok történésze, akinek nevéhez fűződik Hippokratész összes műveinek fordítása; Pierre-Paul Émile Roux, bakteriológus és mikrobiológus, a diftéria toxin felfedezője és szérumterápia kidolgozója; Joseph Bertrand, matematikus, akinek több valószínűségszámítási paradoxon megfogalmazása is fűződik a nevéhez, valamint a közgazdaságtanban az oligopólium jellegű piaci magatartásra vonatkozó játékelméleti Bertrand-paradoxon; Pierre Curie és Marie Curie Nobel-díjas kémikus és fizikus kutatói a radioaktivitás jelenségének; valamint Urbain Le Verrier matematikus és asztronómus, a Neptunusz felfedezője. Még egy arckép látható, mellyel kapcsolatban van némi bizonytalanság. Az interneten elérhető kép leírásában említett Eugène-André Champollion rézmetsző és illusztrátor volt, akinek nem a tudósok, hanem a művészek közt kellene szerepelnie, így elképzelhető, hogy inkább Jean-François Champollion, klasszika-filológus, orientalista, az ókori egyiptomi hieroglif írás megfejtője az, aki még szerepel a képen.
Az északi pavilonban Ferdinand Humbert 1909 és 1924 között két mennyezeti képet festett, amelyek Párizs szellemi diadalát ünneplik. Humbert egy korabeli karaktert vitt be a kompozíciójába egy közönséges, kalapos és kabátos gyalogos formájában, aki néhány lépcsőn halad lefelé.
A déli pavilonban Georges Picard A nő diadalát ábrázolta.
A dél-keleti pavilonban, az úgynevezett Dutuit kupolában Maurice Denis mennyezeti festménye látható, melynek témája a francia művészet.

#### Oldalpanelek
A dongaboltozat oldalpaneljei időrendi sorrendben a mozgalmas francia és párizsi történelem jelentős eseményeiből kiragadott pillanatokat örökítenek meg. 
| Dongaboltozat oldalpanelek |

A lutetiai csata a mai Párizs területén fekvő Grenelle síkságon zajlott a Titus Labienus vezette római erők és a velük ellenséges gall koalíció között i. e. 52-ben, a gall háborúk idején. Az első kép azt a pillanatot ábrázolja, amikor Camulogenes, a párizsiak vezére megtámadja Labienust, Caesar hadnagyát. A harc római győzelemmel végződött.
A Thermes de Julien Párizs gall-római kori építménye, melynek maradványai máig megőrződtek a boulevard Saint-Michel és a rue du Sommerard sarkán. A palotát Constantius Chlorus építette, és Hitehagyott Julianus lakta. Nevét ezért, és Diocletianus Rómában épített termálfürdő palotájával való hasonlósága, valamint a fürdőinek nagysága miatt kapta. A fürdőket az Arcueil és a Rungis vizei táplálták. A második oldalpanel a Thermes de Julien előtt munkálkodó hajósokat ábrázolja.
A vikingek 885. november végén kezdték Párizst ostromolni. Az ostromot Kövér Károly frank uralkodó érkezése szakította meg 886. novemberében, miután megígérte, hogy a következő év márciusában hétszáz font ezüst adót fizet a normannoknak, és felhatalmazta őket Burgundia kifosztására. Párizs ostroma 887. májusában ért véget a megígért összeg kifizetésével. Párizs normannok általi ostroma, és Eudes gróf győzelme az ostromlók fölött látható a harmadik panelen.
A következő táblakép Pierre Abélard-nak, a 12. század kiemelkedő filozófusának és titkon feleségül vett kiváló tanítványának, gyermeke anyjának, Héloïse d'Argenteuil-nek állít emléket. Tragikus sorsuk során részük volt kényszerű elválásban, erőszakos kasztrációban, irigység által táplált támadásokban, melyekről Historia calamitatum című önéletrajzi írásában ad Abelard számot, nevükre mégis tisztelettel emlékezik az utókor. Pierre Abélard vetette meg az első francia egyetem alapjait. 1110-ben megalapította az első kollégiumot Sainte Geneviève-ben, amely az egyetem előfutáraként a püspöki hatalom ellenőrzése alól kivonta magát, és bárki számára nyitott volt. Arisztotelész tanainak ismertetésével, a dialektika alkalmazásával, az érvek és ellenérvek mentén való bizonyítás és konklúzió módszerével a tudományos gondolkodás alapjait rakta le. Sok évszázaddal a felvilágosodás előtt Abaelard nemcsak a filozófiában, hanem a hit kérdéseiben is az ész elsőbbségét szorgalmazta. Héloïse és Pierre Abélard levelezése a világirodalomban a szabad szerelem alapító mítoszává vált.
A Notre-Dame székesegyház Párizs és Franciaország egyik legemblematikusabb műemléke. Az Ile de la Cité-n található, Szűz Máriának szentelt katolikus imahely, a párizsi érsekség székhelye. Maurice de Sully püspök ösztönzésére kezdték el építeni, és építése mintegy két évszázadon át tartott, 1163-tól a 14. század közepéig. Az építkezést ábrázolja az északi pavilonból nézve bal oldali utolsó táblakép.
A 14. és 15. században a feudális rendszer válságba került, és a gazdasági és kulturális változások erős polgárság kialakulásához vezettek a harmadik rendben, amely a társadalom minden szintjén növekvő szerepének politikai színtéren is hangot akart adni. Étienne Marcel (* 1302 és 1310 között; † 1358. július 31.) Párizs sikeres kereskedője és a párizsi polgárság vezetője volt. A francia történelem első polgári felkelésének élére állt a királyi hatalom ellen a középkorban, ezért a francia forradalom óta nemzeti hősként tartják számon. A jobb oldali első festmény azt a pillanatot ragadja meg, amikor Étienne Marcel a polgárság követeléseit megfogalmazza.
VII. Győzedelmes Károly (fr. Charles VII, le Victorieux) 1422-től 1461-ig volt Franciaország királya. Ő volt a Capeting-ház Valois-vonalából származó ötödik király, és az első az úgynevezett Loire-i királyok közül. Először Jeanne d’Arc segítségével sikerült megfordítania a százéves háború menetét, majd 1453-ban az angolok Franciaországból való kiűzésével végső győzelmet aratott. Uralkodása alatt Franciaország nagy hűbérbirtok rendszeréből egyre inkább nemzetállammá alakult át. A következő festményen Párizs városába való győzedelmes bevonulása látható.
Pierre Lescot építészt 1546-ban I. Ferenc király megbízta a Louvre újjáépítésével. A Lescot 1578-ban bekövetkezett haláláig tartó munkálatok során, már II. Henrik uralkodása alatt készült el a Louvre négyzet alakú belső udvarának, a Cour Carrée-nek a délnyugati szárnya, amely később Lescot-ról kapta a nevét. A szobrokat Jean Goujon készítette. A kiteljesedett francia reneszánsz építészet egyik legszebb példája született meg ekkor. A festményen Lescot és Goujon munka közben látható.
Az időrendben utolsó előtti festmény az északi galéria dongaboltozatán Molière színházáról emlékezik meg. Molière a a modern komédia megteremtője. Kora színházát a társadalom általános emberi viselkedési formáinak vitafórumává emelte. Halála után társulata és a Bourgogne-színház egyesítésével született meg a Francia Nemzeti Színház, a Comédie-Française.
A francia felvilágosodás alapműve, a Nagy Francia Enciklopédia (Encyclopédie, ou dictionnaire raisonné des sciences, des arts et des métiers). Huszonnyolc kötete 1751 és 1772 között jelent meg. A Denis Diderot irányításával közreműködő szerzők – köztük Voltaire, d'Alambert, Jean-Jacques Rousseau – a felvilágosodás és az utána következő időszak eszmei- és stílusirányzatainak formálói voltak. Nekik állít emléket a tizedik oldalpanel festménye. Később más szerzők még öt kötettel és két névmutatóval egészítették ki a sorozatot. Történelmi feljegyzések szerint VII. Keresztély dán király európai körútjának során Párizsi rezidenciáján tizennyolc francia filozófust és enciklopédistát fogadott.
Az oldalszárnyakon a kiállítótermek két sorba rendeződnek. A sarokrizalitoknál található pavilonokból az oldalszárnyak utcafronti kiállítótereibe lép a látogató, a galériákból pedig a kertre néző termekbe. Az északi oldalon az állandó kiállítások termei, míg a déli oldalon az időszaki kiállítások helyezkednek el. Az északi pavilonból indulva a fával burkolt Tuck galériába lép a látogató. Mindkét szárnyon a kiállítótereken végighaladva egy-egy sarok pavilonba érkezik a látogató, melyeknek ékessége a Charles Girault által tervezett lépcsőkorlát. A kovácsoltvas mesterművet virágmintázata ellenére nem szokták a szecessziós alkotások közé sorolni. A dél-keleti pavilonban a lépcső feletti kupola munkálatait Maurice Denis-re bízták, aki a francia művészet történetét bemutató kompozíciót készített, amelyet a művészek portréi és leghíresebb műveik illusztrálnak. A munkálatoknak erre az utolsó szakaszára közvetlenül az első világháború után került sor. 

## Kert
A Petit Palais kertje az elő emelet magasságában lévő függőkert, melybe a bejárati rotundából és az innen két oldalra nyíló reprezentatív galériákból is ki lehet lépni. Ingyenesen nyitva áll a környéken sétálóknak is. A pihenni vágyó látogatót a művészet és a nyugalom oázisa fogadja.
| Petit Muzsikus gyerekek |

A félkör alakú kert körkerületét dupla oszlopokkal határolt, fedett perisztilium övezi. A oszlopfolyosó boltozatát Paul Baudoüin 1906-ban készített freskója díszíti, mely az évszakokat, hónapokat és a napszakokat ábrázolja. Nem csak művészi szépsége, hanem ritkasága miatt is figyelemre méltó alkotás, mert akkoriban ez az egyetlen ilyen típusú freskó készült Párizsban.
Pergola rácsozatához hasonló virágfüzéres háttérből emelkednek ki az allegorikus ábrázolások. Baudoüin a négy évszak allegóriája mellett a klimatikus változásokat is ábrázolta. Különösen érdekessé teszi az alkotást, hogy a hónapok ábrázolása nem a Gergely-naptárt követi, a hónapok római istenek nevének megfelelő elnevezéseivel, hanem a francia forradalmi naptárt tartja szem előtt. Ez a köztársasági naptár 1793. november 24-étől volt használatos 1805. szeptemberéig. Megalkotásának legfőbb célja az volt, hogy az új korszakot radikálisan megkülönböztesse a kereszténységhez szorosan kötődő Gergely-naptártól, eltörölje a vallási maradványokat, és a felvilágosodás eszméjének megfelelő racionális alapokra helyezze a társadalmat, és ennek megfelelően az időmérést is.
Ez a naptár is négy évszakot különböztet meg, rendre három harminc napos hónappal. Az őszi nap-éj egyenlőséghez közeli, de a forradalom fontos eseményéhez kötődő dátumot választottak az év kezdetének. A fennmaradó öt pótnapot a Sans-culotte-ok tiszteletére sans-culottides néven egy-egy erénynek szentelt ünnepként az év végére tették. Szökőévben az évvégi hatodik pótnap a forradalom ünnepe lett. Így igazodni lehetett a nap-éj egyenlőségekhez. A hónapok ábrázolása követi az év különböző szakaszainak legjellemzőbb vonásait. Az ősz első hónapja a Szüret hava (Vendémiaire), melyet követ a Köd hava (Brumaire) és a Dér hava (Frimaire). Téli hónapok a Hó hava, (Nivôse), az Eső hava (Pluviôse) és a Szél hava (Ventôse). A tavaszi hónapok a természet ébredését követik nevükkel: Sarjadás hava (Germinal), Virágzás hava (Floréal) és Rét hava (Prairial). A nyár a bőség szarujával ontja a termést, hónapjai az Aratás hava (Messidor), Hőség hava (Thermidor) és a Gyümölcs hava (Fructidor).
A napszakok ábrázolása sem az órákhoz igazodik, hanem feloszlik az alvás, az álom, az ébredés és a napi tevékenységek periódusaira. Emellett a Tánc és a Költészet allegóriái is helyet kaptak a mennyezeti freskón.	
A peristilium díszes mozaik padlója Giandomenico Facchina műhelyének munkája. A geometrikus mintázatba kör alakú világító ablakok vannak beágyazva, melyek az egy szinttel lejjebb található helységekhez engednek le fényt.
Az oszlopok közeiben az összekötő aranyozott fém virágfüzér Charles Girault tervei alapján készült. A kertben, a minden évszakban másfajta szépséget mutató növényzet között három medence található, melyek szélét mozaik borítja. Érdemes egy pillantást vetni a magasba is. A tető párkányzatát díszes vázák és szobrok ékesítik. Louis Conver bronz szobrai muzsikáló gyermekeket ábrázolnak.

### Felújítás
Egy évszázados fennállása alatt a Petit Palais az idővel természetes állagromláson túl is sok kedvezőtlen átalakuláson ment keresztül. Az eredetileg nagyvonalú természetes megvilágítást a – fényérzékeny műalkotások miatt – ablakok befalazásával és mesterséges világítótestek installálásával fokozatosan csökkentették. Ez a korábbi szép perspektívák egy részét is megszüntette a kert és a környező park felé. A korábbi természetes útvonalvezetést a kiállítótermekben szintén átalakították. Az épület állagromlása is jelentős volt, ezért Párizs városa a százéves évforduló kapcsán teljeskörű felújításba kezdett. A Chaix & Morel építészeti stúdió kapta a megbízást a munkálatok megtervezésére és vezetésére. A renoválási munkák 2001-ben kezdődtek. A Petit Plalais 2005-ben nyitotta újra a kapuit. A felújítás költségvetése 72,2 millió Euro volt.
| Petit Palais 21. sz. |

Az első lépés a Charles Girault által tervezett muzeográfiai terek eredeti koherenciájának helyreállítása, és a látogatók áramlásának jobb irányítása volt. A trapéz alakú épület négy szárnyát ezért két részre osztották: a Szajna felőli oldalon az időszaki kiállítások számára fenntartott 3000 m2-es kiállítótér belépődíj ellenében látogatható, míg a Champs-Élysées oldalon az állandó gyűjteményeknek szentelt útvonal ingyenes. Itt 1300 alkotás, az ókortól a 20. század elejéig, 5000 m2-t meghaladó területen kerül bemutatásra.
Mivel ma már hatékony szűrőrendszerek léteznek, amelyek megakadályozzák a napfény közvetlen behatolását, egyenletes fényt biztosítanak, és megfelelnek a festmények konzerválására vonatkozó legszigorúbb szabályoknak is, így sikerült visszaállítani az eredeti természetes megvilágítást. Az időszaki kiállítások galériáiban két redőnnyel látták el az ablakokat, az egyik diffúz fényt enged be, a másik teljesen takar, így szükség esetén lehet megfelelően védeni a műalkotásokat. A mesterséges fényforrások is korszerűsítve lettek, és fluoreszkáló forrásokkal egészítették ki a rendszert.
Az alsó szinten korábban adminisztratív helységek és raktárak voltak. A felújítás során itt is ki lettek alakítva kiállítóhelységek, ami miatt újabb lépcsőket kellett létesíteni. A kert alatt egy nagy 180 férőhelyes auditórium található.
A felújítás eredményét súlyos kritikák érték. A 72 millió Euros költségvetés jelentős része nem állagmegóvásra, hanem új terek kialakítására lett fordítva, így több olyan helyen történt spórolás, ahol a korábbi díszítés emiatt szegényebbé vált. A homlokzat lett a legjobban megőrzött rész, de az ablakok fémkeretét és a vasalást szinte mind szürkére festették, bár eredetileg egységesen aranyozva voltak. Az aranyozás azért volt fontos, mert 1900-ban ez volt az egyetlen szín amely kiemelkedett a külső homlokzatok köveinek és karzatainak a hátteréből. A kertben eltűntek az oszlopok közeit ékesítő girlandok. Louis Conver muzsikáló gyermekeket ábrázoló bronz szobrait 1907-ben öntötték és aranyozták. A restaurálás után a szobrok aranyozás nélkül kerültek a helyükre.
A palával burkolt kupola cink sávjai eredetileg feketére voltak festve, és a gerinc aranyozott volt. A csúcs díszítései nagyrészt szintén aranyozottak voltak. Mindez a felújítás után egész más képet mutat. Egyedül a két Dicsőség allegória aranyozott.
Az alsó szinten, az úgynevezett Salle du champignon-ban megszüntették azt a csempézett padlót, amelynek Girault aláírásával ellátott rajzait Franciaország Országos Levéltárában őrzik, és amelyet annak idején követendő példának tekintettek. A szintet megemelve egyszerűen ráburkoltak a Le Corbusier nevével fémjelzett 20. század eleji törekvéseknek megfelelő nagyon egyszerű, de eredeti dekorációs kompozíciót mutató padlóra. Az akkoriban igazi újdonságnak számító, betonból épült, nagyon modern mennyezetet álmennyezetek rejtették el. Ez az ívek finom eleganciáját is tönkreteszi. A felső, természetes fényt beengedő okulusok rácsmintázata is eltűnt.
A padlószint megemelése ráburkolás miatt a pavilonok lépcsőjének alján is jól érzékelhető, mert az alsó lépcsőfok alacsonyabb lett. A déli oldalon a kiállítótermek üvegteteje alacsonyabbra került, és eltűnt a gipsz díszítés, valamint a mennyezet íves része, ami korábban perspektívát adott az üvegtetőnek. A legnagyobb kritika a fogadótérben kialakított modern lépcsőt illette, amely a legszebb mozaikpadlóját tette tönkre az épületnek.
A kerti perisztilium mennyezetét, csak ideiglenesen sikerült védeni. Ezért a múzeum 2021-ben információs kampányt indított, hogy a város költségvetésének abból a részéből, melynek felhasználásáról a párizsi polgárok szavazhatnak, fel lehessen újítani a perisztílium mennyezeti freskóját. A beázások miatti sólerakódások fehér foltokat okoztak, a freskó több helyen kezdett leperegni. A szükséges munkálatok költsége 1,9 millió Euro. Magában foglalja a tető javítását, a beázás megszüntetését, és a freskó restaurálását.

## Múzeum
A Petit Palais kiállítótermei két egymás mellett körbe futó láncolatot képeznek.
| Petit Palais múzeum |

A világkiállítás idején a külső fronton lévő galériákban bútorokat mutattak be, mig az udvar felőli körön elefántcsont, kerámia, kovácsoltvas, ezüst, bronz, üveg, fajansz, porcelán tárgyak, templomi kegytárgyak, ékszerek, medálok és miniatűrök voltak kiállítva. Az északi pavilonban szánkókat, míg a déliben hintókat láthatott a közönség. A bútor kiállítás termenként sorrendben haladva középkori, 14. és 15. századi bútorokat, 16. századi reneszánsz bútorokat, XIII., XIV., XV. és XVI. Lajos korabeli bútorokat mutatott be.
A Szépművészeti Múzeum (Musée Des Beaux Arts De Paris) megnyitása idején 1902-ben a bemutatott művek törzsanyaga a Párizs városa által 1870 óta megrendelésre készült, vagy közvetlenül a művészektől, illetve a szalonokban vásárolt festmények és szobrok gyűjteménye volt. A 19. század végi és a 20. század eleji francia művészetnek ez az együttese alkotja a mai gyűjtemény egyik fő pólusát.
Az Auguste és Eugène Dutuit testvérek által 1902-ben hagyományozott több, mint húszezer művet tartalmazó, gyűjtemény az európai történelem iránti 19. századi szenvedélyt és a más civilizációk iránti kíváncsiságot tükrözi. Eugène (1807-1886) és Auguste (1812-1902) Dutuit klasszikus oktatásban részesült, ami formálta művészeti ízlésüket. Kamaszkorukban húgukkal, Héloïse-szal (1810-1874) úgy döntöttek, hogy kereskedő édesapjuk által rájuk hagyott vagyonból művészeti gyűjteményt állítanak össze. Hagyatékukban lenyűgöző számú görög és római ókori műalkotás, középkori és reneszánsz műtárgyak, 17. századi flamand és holland festmények, 15. és 17. századi kéziratok és könyvek, tizenkétezer metszet, köztük Rembrandt, Dürer és Jacques Callot teljes sorozatai, valamint iszlám, kínai, japán műalkotások találhatók. Ehhez az együtteshez járulnak a a Dutuit testvérek által szintén hátrahagyott párizsi épületből származó bevételek amelyek lehetővé teszik a modern kor előtti művészeti gyűjtemény rendszeres gazdagítását.
1904-ben Georges Hoentschel ajándékozta a múzeumnak Jean-Joseph Carriès kétszáz szobrát és kerámiáját. Carriès a japán művészet által ihletett mázas kerámiákról és álomszerű lényeiről ismert, amelyek összekapcsolják a szimbolista mozgalommal. A következő évben Jean-Jacques Henner és Félix Ziem francia festők adományával bővült a gyűjtemény. Gustave Courbet nyolc festményét lánytestvére, Juliett adományozta a múzeumnak.
Jacques Zoubaloff adománya Odilon Redon és Henri Harpignies festményeit és rajzait, Antoine-Louis Barye és Aristide Maillol szobrait, valamint Honoré-Jean-Aristide Husson és Henry Cros alkotásait foglalta magába.
Edward és Julia Tuck 18. századi francia műtárgy gyűjteménye 1921-ben gazdagította a múzeum gyűjteményét. Kínai és Sèvres-i porzelán, meisseni figurák, fali kárpitok, pompás bútorok, szobrok, festmények és órák is tartoztak a gyűjteményhez, melyek 1930 óta a róluk elnevezett termekben láthatóak.
Ambroise Vollard számos modern alkotást adományozott a múzeumnak, köztük Pierre Bonnard és Paul Cezanne egy-egy portréját a mecénásról.
Roger Cabal 1998-ban egy ikongyűjteményt hagyományozott a múzeumnak. A 15. és 18. század között készült görög és orosz ikonok gyűjteménye páratlan Franciaországban.
Charles Jacqueau ékszerész többezer ékszer tervét adományozta a múzeumnak a lánya.
A gyűjteményben szereplő művek alkotóinak alábbi listái a francia Wikipediáról vannak átvéve:

### Flamand és holland festészet
- Gerrit Berckheyde(wd)
- Pieter Claesz
- Jacques Daret(wd)
- Meindert Hobbema
- Jacob Jordaens
- Johan Barthold Jongkind(wd)
- Gabriel Metsu
- Frans van Mieris de Oudere(wd)
- Adriaen Van Ostade
- Rembrandt
- Peter Paul Rubens
- Jacob van Ruisdael
- Jan Sanders van Hemessen(wd)
- Jan Steen
- ifjabb David Teniers
- ifjabb Willem van de Velde
- Abraham de Vries(wd)

### Francia festészet
- Jules Adler(wd)
- Edmond Aman-Jean(wd)
- Marius Avy(wd)
- Albert Besnard(wd)
- Louise Catherine Breslau(wd)
- Pierre Bonnard
- Eugène Boudin
- Paul Cezanne
- Théodore Chassériau(wd)
- Camille Corot
- Gustave Courbet
- Jacques-Louis David
- Honoré Daumier
- Edgar Degas
- Eugène Delacroix
- Maurice Denis
- Gustave Doré
- Jean-Honoré Fragonard
- Théodore Géricault
- Jean-Baptiste Greuze
- Jean Auguste Dominique Ingres
- Jean Julien(wd)
- Nicolas de Largillière
- Claude Lorrain
- Maximilien Luce
- Édouard Manet
- Henri Martin
- Claude Monet
- Gustave Moreau
- Berthe Morisot
- Jean-Baptiste Oudry(wd)
- Fernand Pelez(wd)
- Camille Pissarro
- Nicolas Poussin
- Pierre Puvis de Chavannes
- Odilon Redon
- Auguste Renoir
- Hubert Robert(wd)
- Georges Rouault
- Paul Signac
- Alfred Sisley
- Gaston La Touche(wd)
- Henri de Toulouse-Lautrec
- Claude Joseph Vernet
- Édouard Vuillard

### Olasz festészet
- Cima da Conegliano(wd)
- Giambattista Tiepolo(wd)

### Amerikai festészet
- Mary Cassatt

### Szobrászat
- Émile Joseph Nestor Carlier(wd)
- Jean-Baptiste Carpeaux
- Jules Dalou
- Louis-Aimé Lejeune(wd)
- Charles Louis Malric(wd)
- Antonin Mercié
- Pierre Puget
- Pierre-Auguste Renoir
- Richard Guino(wd)
- Auguste Rodin

### Dekoratív művészet
- François-Rupert Carabin(wd)
- Jean Carriès(wd)
- Henry Cros(wd)
- Émile Gallé(wd)
- Jacques Gruber(wd)
- Hector Guimard(wd)
- Jacob-Desmalter(wd)

### Grafika
- Albrecht Dürer
- Antoine van Dyck
- Jean-Honoré Fragonard
- Claude Lorrain
- Lucas van Leyden
- Adriaen van Ostade
- Rembrandt
- Hubert Robert(wd)
- Jacob van Ruisdael
- Martin Schongauer
- Antoine Watteau

## Virtuális séta
1. ↑  Virtuális séta a Petit Palais-ban. Petit Palais. [2023. február 20-i dátummal az eredetiből archiválva]. (Hozzáférés: 2023. február 20.)

## Képek
1. ↑  Alfred Philippe Roll: Apothéose (plafond central) (kép) (francia nyelven). Les musées de la ville de Paris. (Hozzáférés: 2023. március 4.)
2. ↑  Alfred Philippe Roll: Poésie - Drame (plafond latéral) (kép) (francia nyelven). Les musées de la ville de Paris. (Hozzáférés: 2023. március 1.)
3. ↑  Alfred Philippe Roll: La musique fantastique, glorification de Berlioz (plafond latéral) (kép) (francia nyelven). Les musées de la ville de Paris. (Hozzáférés: 2023. március 1.)
4. ↑  Fernand Cormon: La Révolution française (plafond central) (kép) (francia nyelven). Les musées de la ville de Paris. (Hozzáférés: 2023. február 28.)
5. ↑  Fernand Cormon: L'Histoire ancienne (kép). Les muséés de la ville de Paris. (Hozzáférés: 2023. február 28.)
6. ↑  Fernand Cormon: Les Temps Modernes : Les Sciences, les Lettres, les Arts  (kép). Les musées de la ville de Paris
7. ↑  Georges Picard: Le triomphe de la femme (plafond) (kép) (francia nyelven). Les musées de la ville de Paris. (Hozzáférés: 2023. március 4.)
8. ↑  Georges Picard: Allégorie (demi coupole) (kép) (francia nyelven). Les musées de la ville de Paris. (Hozzáférés: 2023. március 4.)
9. ↑  Fernand Cormon: Histoire de Paris, la bataille de Lutèce : Camulogène, chef des Parisii attaque Labienus, lieutenant de César (kép) (francia nyelven). Les musées de la ville de paris. (Hozzáférés: 2023. március 2.)
10. ↑  Fernand Cormon: L'histoire de Paris : Les mariniers de Paris devant les Thermes de Julien (kép). Les musées de la ville de Paris. (Hozzáférés: 2023. február 27.)
11. ↑  Fernand Cormon: Le siège de Paris par les Normands : victoire du comte Eudes sur les assiégeants (kép) (francia nyelven). Les musées de la ville de Paris. (Hozzáférés: 2023. március 2.)
12. ↑  Fernand Cormon: L'histoire de Paris, L'Université de Paris : Héloïse et Abélard (kép) (francia nyelven). Les musées de la ville de Paris. (Hozzáférés: 2023. március 2.)
13. ↑  Fernand Cormon: La construction de Notre-Dame (kép) (francia nyelven). Les musées de la ville de Paris. (Hozzáférés: 2023. március 2.)
14. ↑  Fernand Cormon: L'histoire de Paris : Etienne Marcel et les échevins rédigent la Charte de 1356 (kép) (francia nyelven). Les musées de la ville de paris. (Hozzáférés: 2023. március 2.)
15. ↑  Fernand Cormon: Entrée de Charles VII à Paris (francia nyelven). Les musées de la ville de Paris. (Hozzáférés: 2023. március 2.)
16. ↑  Fernand Cormon: La Renaissance : Pierre Lescot et Jean Goujon (kép) (francia nyelven). Les musées de la ville de Paris. (Hozzáférés: 2023. március 2.)
17. ↑  Fernand Cormon: Le théâtre de Molière (kép). Les musées de la ville de Paris. (Hozzáférés: 2023. február 28.)
18. ↑  Fernand Cormon: Le XVIIIe siècle : le Palais Royal, les Philosophes, les Encyclopédistes (kép) (francia nyelven). Les musées de la ville de Paris. (Hozzáférés: 2023. március 2.)